# The Hours and Times
'The Hours and Times' é um filme dramático de 1991, dirigido e escrito por Christopher Münch. Estrelado por Ian Hart e David Angus, o filme é um relato fictício do que pode ter acontecido entre John Lennon e Brian Epstein durante férias na cidade de Barcelona, no ano de 1963.

## Sinopse
The Hours and Times segue a vida de Lennon e Epstein durante um feriado que passaram juntos em Barcelona, e explora uma intensa relação que surge entre ambos.

## Elenco
- David Angus.... Brian Epstein
- Ian Hart.... John Lennon
- Stephanie Pack.... Marianne
- Robin McDonald.... Quinones
- Sergio Moreno.... Miguel

## Prêmios
The Hours and Times venceu o Prêmio Especial de Reconhecimento do Júri durante o Festival de Cinema de Sundance, em 1992. Ele também foi indicado para o Grande Prêmio do Júri, no mesmo festival.